# Argiolestes alfurus
Argiolestes alfurus – gatunek ważki z rodziny Megapodagrionidae.